# Sint-Amanduskerk (Sint-Amandsberg)

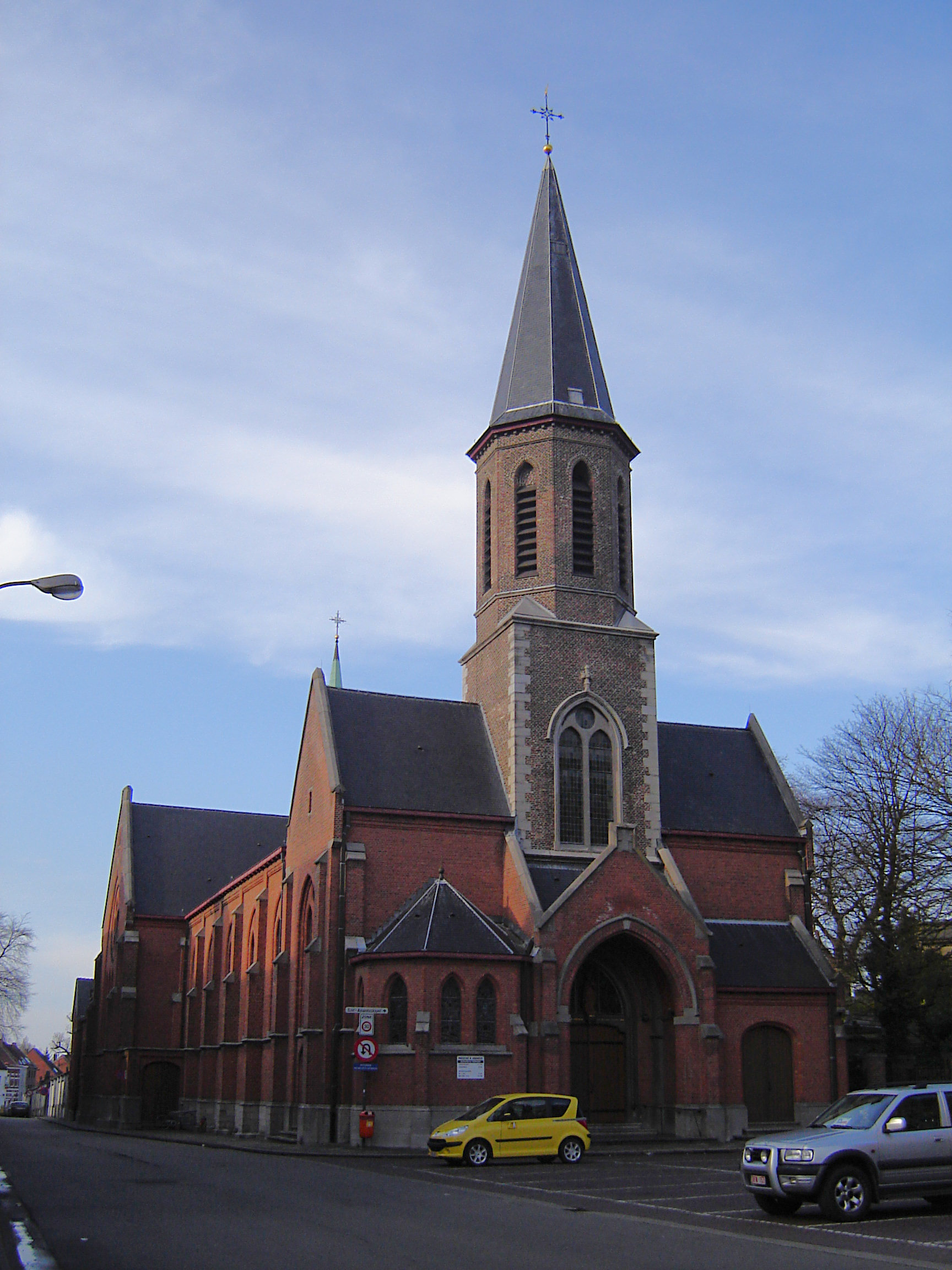
De Sint-Amanduskerk

De Sint-Amanduskerk is een kerkgebouw in de Belgische deelgemeente Sint-Amandsberg. De kerk heeft Amandus en Jozef als patroonheilige.

## Geschiedenis
Op 23 april 1846 legde bisschop Lodewijk Jozef Delebecque de eerste steen van de toekomstige parochiekerk. Eerst in 1847 werd de parochie Sint-Amandsberg opgericht. Kerkdiensten hadden tot dan toe plaats in de intussen te klein geworden Sint-Amanduskapel. Jozef Van Damme was de eerste pastoor van de nieuwe parochie.
In 1932 besliste de kerkraad van de kerkfabriek om de kerk te vergroten. Het portaal werd verfraaid en men bouwde een doopkapel aan de kant van de Gentstraat (1932-1934). Dringende herstellingswerken aan de kerktoren vertraagden de uitvoering. Metselwerk werd vernieuwd en de zijgevel kreeg nieuwe glasramen (1933-1936). In de twee volgende jaren bouwde men een nieuw transept, priesterkoor en sacristie. Grote renovatiewerken volgden in de periode 1984-2000.    
In 1980 werd de weekkapel opgericht, rechts van het hoofdaltaar.